# Euopius altriceps
Euopius altriceps är en stekelart som först beskrevs av Fischer 1965.  Euopius altriceps ingår i släktet Euopius och familjen bracksteklar. Inga underarter finns listade i Catalogue of Life.